# Michiko Hasegawa
Michiko Hasegawa-Fukushima (jap. 長谷川-福島 實智子 Hasegawa-Fukushima Michiko; ur. 23 sierpnia 1963 w Kumaishi) – japońska strzelczyni sportowa. Srebrna medalistka olimpijska z Seulu.
Specjalizowała się strzelaniu pistoletowym. Brała udział w czterech igrzyskach olimpijskich (IO 88, IO 00, IO 04, IO 08). W 1988 zajęła drugie miejsce w strzelaniu z pistoletu na dystansie 25 metrów. W tej konkurencji była indywidualnie m.in. srebrną medalistką igrzysk azjatyckich w 1986, w strzelaniu z pistoletu pneumatycznego na dystansie 10 metrów zdobyła wówczas złoto. 